# Benjamin Bollen
Pour les articles homonymes, voir Bollen.
 (novembre 2024).
Benjamin Bollen est un acteur français spécialisé dans le doublage. 
Il est entre autres la voix française régulière de Robbie Kay, Dean-Charles Chapman, Craig Roberts, Louis Hofmann ou encore James Scully. Dans l'animation, il prête notamment sa voix à Adrien Agreste / Chat Noir dans Miraculous : Les Aventures de Ladybug et Chat Noir et Meliodas dans Seven Deadly Sins.

## Biographie
De 1995 à 2003, Benjamin Bollen a étudié au Conservatoire de musique, de danse et d’art dramatique de Marcq-en-Barœul.

## Théâtre
- 2007 : Roméo et Juliette de William Shakespeare, mise en scène Denis Llorca, théâtre du Nord-Ouest
- 2008 : Chat et Souris de Ray Cooney, mise en scène Jean-Luc Moreau, théâtre de la Michodière et tournée
- 2010 : On purge bébé de Georges Feydeau, mise en scène Benjamin Lousse, théâtre de Ménilmontant
- 2011 : Et Dabadie et Dabada de Jean-Loup Dabadie, mise en scène Alain Courivaud, théâtre du Gymnase
- 2013 : Fureur de Victor Haïm, mise en scène Stéphanie Wurtz, théâtre Essaïon
- 2014 : La Nuit des Piranhas de Philippe Dumond et Cédric Dumond, mise en scène Hubert Drac, Café de la Gare
- 2014 : Fureur de Victor Haïm, mise en scène Stéphanie Wurtz, théâtre Essaïon (reprise)
- 2016 : L'Homme de Riom de Benjamin Bollen, mise en scène François Lis, théâtre Montmartre-Galabru
- 2018 : L'Homme de Riom se déchaîne de Benjamin Bollen, mise en scène par François Lis,  théâtre Montmartre-Galabru
- 2024 : Le Montespan d'après Jean Teulé, mise en scène par Salomé Villiers, théâtre La Bruyère
- 2024 : L'Homme de Riom contre Scotland Yard de Benjamin Bollen, mise en scène par François Lis,  théâtre Montmartre-Galabru

## Filmographie

### Cinéma
- 2011 : American Translation de Pascal Arnold et Jean-Marc Barr : le jeune garçon
- 2012 : Prologue étrange d'une jeune rencontre amoureuse, court-métrage de Pierre-Lucien Bertrand : le jeune homme

### Télévision
- 2008 : Un souvenir de Jacques Renard : Peter
- 2009 : Les Vivants et les Morts de Gérard Mordillat : journaliste de Libération (épisode 7)
- 2009 : Chat et Souris de Serge Khalfon : Guillaume Martin (spectacle capté en direct sur France 2)
- 2012 : Le Jour où tout a basculé de Sylvain Gignoux : Jérémie (épisode : Une colocation qui finit mal...)
- 2013 : 26 Lettres de Max Bregerie : Antoine (programme court)
- 2015 : Le Sang de la vigne de Aruna Villiers : Martin Courtaud (épisode : Ne tirez pas sur le caviste)

## Doublage

### Cinéma

#### Films
- Fred Hechinger dans :
  - Alex Strangelove (2018) : Josh
  - Human Capital (en) (2019) : Jamie
  - Butcher's Crossing (2022) : Will Andrews
  - Thelma (2024) : Daniel
  - Gladiator 2 (2024) : Caracalla

- Dane DeHaan[1] dans :
  - Des hommes sans loi (2012) : Cricket Pate
  - Kill Your Darlings (2013[n 1]) : Lucien Carr
  - Life (2015) : James Dean
  - Oppenheimer (2023) : Kenneth Nichols

- Augustus Prew[1] dans :
  - Kick-Ass 2 (2013) : Todd
  - High-Rise (2016) : Munrow
  - Follow dead (2023) : Adam Ellis
  - Prise au jeu (en) (2024) : Brannagan

- Jamie Bell[1] dans :
  - L'Aigle de la Neuvième Légion (2011) : Esca
  - Les Aventures de Tintin : Le Secret de La Licorne (2011) : Tintin
  - Jane Eyre (2012) : St. John Rivers

- Joel Basman dans :
  - On est jeunes. On est forts. (de) (2014[2]) : Robbie
  - Papillon (2017) : Maturette
  - Le Joueur d'échecs (2021) : le barman

- Louis Hofmann dans :
  - Refuge (2015) : Wolfgang
  - Les Oubliés (2015) : Sebastian Schumann
  - Le Faussaire (de) (2022) : Cioma Schönhaus

- Craig Roberts[1] dans :
  - Kill Your Friends (2015) : Darren
  - The Fundamentals of Caring (2016) : Trevor
  - Tolkien (2019) : Sam

- Griffin Gluck dans :
  - Tall Girl (2019) : Jack Dunkleman
  - Tall Girl 2 (2022) : Jack Dunkleman
  - Time Cut (2024) : Quinn

- Hugo Arbués (es) dans :
  - À travers ma fenêtre (2022) : Apolo Hidalgo
  - À travers ma fenêtre 2 : L'Amour pour horizon (2023) : Apolo Hidalgo
  - À travers ma fenêtre 3 : Les yeux dans les yeux (2024) : Apolo Hidalgo

- Evan Peters[1] dans :
  - Kick-Ass (2010) : Todd
  - Lazarus Effect (2015) : Clay

- Dylan Minnette dans :
  - Laisse-moi entrer (2010) : Kenny
  - The Open House (2018) : Logan Wallace

- Yuan Xiaochao (en)[1],[3] dans :
  - Tai Chi (2012) : Yang Lu Chan
  - Tai Chi Hero (en) (2012) : Yang Lu Chan

- Dean-Charles Chapman dans :
  - Avant d'aller dormir (2014) : Adam
  - Le Livre de Catherine (en) (2022) : Robert

- Owen Teague dans :
  - Cell Phone (2016) : Jordan
  - Every Day (2018) : Alexander / A

- Josh Wiggins (en) dans :
  - Mean Dreams (2016) : Jonas Ford
  - Armor (2024) : Casey Brody

- Jorge Lendeborg Jr. dans :
  - Brigsby Bear (2017) : Spencer
  - Love, Simon (2018) : Nick Eisner

- Billy Angel dans :
  - A Christmas Prince: The Royal Wedding (2018) : Tom Quill
  - A Christmas Prince: The Royal Baby (2019) : Tom Quill

- 2010 : Kung Fu Nanny : Larry (Lucas Till)
- 2010[réf. nécessaire] : Un chic type : Geir (Jan Gunnar Røise[3])
- 2010 : Dancing Ninja : Ikki (Lucas Grabeel)
- 2011 : Seis puntos sobre Emma (es) : Ricky (Nacho Aldeguer)
- 2012 : Golden Winter : Oliver (Andrew Beckham)
- 2012[réf. nécessaire] : To Write Love on Her Arms (en) : Dylan (Mark Saul)
- 2013 : Robosapien: Rebooted : Cody (Jae Head[3])
- 2013 : L'Incroyable Burt Wonderstone : Bully (Zachary Gordon)
- 2013 : La Stratégie Ender : Fly Molo (Brandon Soo Hoo)
- 2013[réf. nécessaire] : The Patrol (en) : Stab (Oliver Mott[3])
- 2013 : Abner le chien magique : Josh (Bryce Hurless)
- 2013 : Hanni et Nanni : Rencontre avec Shakespeare (de) : Clyde (Leopold Klieeisen)
- 2014 : Rouge rubis : Levin Henning (Nick Shepherd)
- 2014 : Young Ones : Robby (Christy Pankhurst[3])
- 2014 : Les Nouveaux Sauvages : Santiago (Alan Daicz) et Alexis (Juan Santiago Linari[3])
- 2014 : Mostly Ghostly : Ma goule chérie : Max Doyle (Ryan Ochoa)
- 2015 : Love and Mercy : Van Dyke Parks (Max Schneider)
- 2015 : Freaks of Nature : Ned (Josh Fadem)
- 2015 : Elser, un héros ordinaire : Georg Elser (Christian Friedel)
- 2015 : Cœur de dragon 3 : La Malédiction du sorcier : Lorne (Jassa Ahluwalia)
- 2015 : Opération fantômes : Jake (Nick Fink)
- 2015 : The Wave : Sondre (Jonas Hoff Oftebro)
- 2015 : Black Beauty : Josh (Anthony Del Negro)
- 2015 : Atomic Falafel : Meron (Idan Carmeli)
- 2016 : The Darkness : Michael Taylor (David Mazouz)
- 2016 : Les Stars de la toile : Carlos (Kevin Hernandez)
- 2017 : The Warriors Gate : Hector (Luke McAndless-Davis)
- 2017 : Spider-Man: Homecoming : voix additionnelles
- 2017 : Attraction : « La Tronche » [Qui ?]
- 2017 : iBoy : Tom (Bill Milner)
- 2018 : Le Secret des Marrowbone : Billy (Charlie Heaton)
- 2018 : Le 15 h 17 pour Paris : Francis (Seth Meriwether)
- 2018 : L'Exorcisme de Hannah Grace : Dave (Max McNamara)
- 2018 : Swiped : Daniel (Nathan Gamble)
- 2018 : Darkest Minds : Rébellion : Chubs (Skylan Brooks)
- 2019 : The Highwaymen : Wade McNabb (Josh Caras)
- 2019 : Last Christmas : Andy (Amit Shah)
- 2019 : Cats : M. Mistoffelees (Laurie Davidson)
- 2020 : Le Diable, tout le temps : Arvin Russell (Tom Holland)
- 2020 : Petit Guide de la chasseuse de monstres : Victor Colleti (Alessio Scalzotto)
- 2020 : Les Sept de Chicago : Lee Weiner (Noah Robbins)
- 2020 : Arkansas : Nike (Chandler Duke)
- 2020 : Merveilles imaginaires : Nibs (Nana Agyeman-Bediako)
- 2020 : All My Life : Brian (Joseph Poliquin)
- 2020 : Mon oncle Frank : Frank Bledsoe à 16 ans (Cole Doman)
- 2020 : The Lovebirds : Steve (Moses Storm (en))
- 2020 : Comment je suis devenue une jeune femme influente : Krissi Morrigan (Laurie Kynaston (en))
- 2021 : Une affaire de détails : Felix (Charlie Saxton)
- 2021 : Braquage final : Thom Johnson (Freddie Highmore)
- 2021 : Danse avec les queens : Sasha (Razmus Nyström)
- 2021 : Swan Song : Alex (JayR Tinaco)
- 2021 : Anónima : Ritchie (Harold Azuara)
- 2022 : Fire Island : Keegan (Tomás Matos)
- 2022 : À l'Ouest, rien de nouveau : ? (?)
- 2022 : Honor Society : Brad (Jason Sakaki)
- 2022 : Sex Nerd : Tristan (Joshua Colley (en))
- 2022 : Pipa : Cruz Carreras (Aquiles Casabella)
- 2023 : The Last Kingdom : Sept rois doivent mourir : Sihtric (Arnas Fedaravicius)
- 2023 : Le Bonheur pour les débutants (en) : Beckett (Ben Cook)
- 2023 : Freestyle (it) : Michal « Farine » (Michal Sikorski)
- 2023 : Maestro : Tommy Cothran (Gideon Glick (en))
- 2024 : En plein vol : Harry (David Proud (en))
- 2024 : Ricky Stanicky : Phillip (Ryan Shelton) et le PDG de World River (Ruben Francis)
- 2024 : A Journey (en) : Kevin (Marty Marcelo)
- 2024 : Golden Kamui : Yohei / Kohei Nikaido (Shuntarō Yanagi)
- 2024 : Better Man : Jason Orange (Chase Vollenweider)

#### Films d'animation
- 2010[n 2] : Ploddy, la voiture électrique mène l'enquête : Ploddy
- 2013 : Les Croods : Thunk, le fils de Grug et Ugga[n 3]
- 2013 : Justin et la Légende des Chevaliers : Justin
- 2013 : Drôles d'oiseaux : Kai
- 2013 : Le Conte de la princesse Kaguya : l'Empereur
- 2014 : Tom Little et le Miroir magique (ca) : Poucinet
- 2014 : L'Île de Giovanni : Junpei Senō
- 2014 : Recherche père Noël (en) : l'elfe Edison
- 2016 : Big Fish and Begonia : Qiu
- 2016 : Le Petit Dinosaure : L'Expédition héroïque : Bras Sauvage
- 2016 : Tellur Aliens : Vic
- 2017 : Les Jetson et les robots catcheurs de la WWE (en) : Elroy Jetson
- 2017 : Capitaine Superslip : Harold Golade
- 2017 : Le Monde secret des Émojis : voix additionnelles
- 2018 : Spider-Man: New Generation : voix additionnelles
- 2018 : Maquia : Ariel adulte
- 2019 : Seven Deadly Sins, le film : Prisoners of the Sky : Meliodas
- 2019 : Ni no kuni : Dandy
- 2019 : Les Mondes parallèles : Shin / Jin
- 2019[n 4] : Code Geass: Lelouch of the Re;surrection : Shalio
- 2020 : La Grande Aventure d'un chien en or : Xico
- 2020 : Dragon Quest: Your Story : Luca
- 2020 : Miraculous World : New York, Les Héros Unis : Adrien/Chat Noir
- 2020 : Le Noël XL de Capitaine Superslip : Harold Golade (court métrage)
- 2020 : Les Croods 2 : Une nouvelle ère : Thunk
- 2020 : Demon Slayer: Kimetsu no Yaiba, le film : Le Train de l'Infini : Senjurō Rengoku
- 2021 : Raya et le Dernier Dragon : voix additionnelles
- 2021 : Sailor Moon Eternal : Xenotime
- 2021 : Miraculous World : Shanghaï, la légende de Ladydragon : Adrien / Chat noir (création de voix)
- 2021 : Chasseurs de trolls : Le Réveil des Titans : Toby Domzalski
- 2021 : Vivo : Vivo (dialogues)
- 2021 : Seven Deadly Sins, le film : Cursed by Light : Meliodas
- 2021 : The Witcher : Le Cauchemar du loup : Sven jeune
- 2022 : L'Enfant du mois de Kamiari : Yasha
- 2022 : Bob's Burgers, le film (en) : Gene Belcher (voix chantée)
- 2022 : Batman and Superman: Battle of the Super Sons : Damian Wayne
- 2022 : Seven Deadly Sins, le film : Grudge of Edinburgh - Partie 1 (en) : Meliodas
- 2023 : Spider-Man: Across the Spider-Verse : Spider-Man (The Spectacular Spider-Man)
- 2023 : Miraculous, le film : Adrien Agreste / Chat noir (création de voix)
- 2023 : Seven Deadly Sins, le film : Grudge of Edinburgh - Partie 2 (en) : Meliodas
- 2023 : Les Trolls 3 : Veneer
- 2023 : Pretty Guardian Sailor Moon Cosmos, le film (en) : Ittō Asanuma
- 2024 : Haikyū!! : La Guerre des poubelles : Tadashi Yamaguchi et Suguru Daisho
- 2024 : Garfield : Héros malgré lui : Nolan
- 2024 : Mononoke, le film : Un fantôme sous la pluie (en) : Hiramoto
- 2025 : Mononoke, le film : Chapitre II - Les Cendres de la rage (en) : Gentaku

### Télévision

#### Téléfilms
- 2012 : Le Rêve du chanteur masqué : Charlie (Max Schneider)
- 2012 : La Reine du bal : Colin (Travis Quentin Young)
- 2012 : L'Intouchable Drew Peterson : l'officier Jim (James Ellis Lane)
- 2012 : La Tour : Christian Hoffmann (Sebastian Urzendowsky)
- 2012 : Le Mystère d'Edwin Drood : Edwin Drood (Freddie Fox)
- 2013 : Le Ranch des cœurs sauvages : Ryan (Chris Massoglia)
- 2013 : Mes parents terribles : Will (Kevin Covais)
- 2013 : Noël au bout des doigts : Willie (Steve Trzaska)
- 2013 : Robin des Bois et moi : Marlon (Nozomi Linus Kaisar)
- 2014 : Le Rêve de mes 16 ans : Marian (Paul Schlösser)
- 2014 : Oublier et pardonner : Styles (Raphael Grosz-Harvey)
- 2014 : Une bonne étoile pour Noël : Jacob (Quinn Dubois)
- 2014 : Noël au soleil : ? (?)
- 2015 : Joyeux Noël Grumpy Cat ! : Gill (Tyler Johnston)
- 2015 : Les Prisonnières : Oscar Garrett (Jesse Camacho)
- 2015 : Monsterville : Le Couloir des horreurs : Luke (Casey Dubois)
- 2015 : Amoureusement vôtre : Martin (Jake Thomas)
- 2015 : 99 fois papa ! : Sebastian (Jake Maisel)
- 2016 : Grease: Live! : Eugene Florczyk (Noah Robbins)
- 2016 : Rivaux pour toujours : Adi Dasslers (Christian Friedel)
- 2016 : Le Lapin blanc : Kevin (Louis Hofmann)
- 2018 : Un Noël de Blanche Neige : Zane (Rich Barnes)
- 2020 : Un hôtel pour deux à Noël : Dave (Sharjil Rasool)

#### Séries télévisées
- Robbie Kay dans (4 séries) :
  - Once Upon a Time (2013-2018) : Peter Pan / Henry Mills (16 épisodes)
  - Grey's Anatomy (2017) : Christopher Daniels (saison 13, épisode 14)
  - The Rookie : Le Flic de Los Angeles (2019) : Simon Parks Jr. (saison 1, épisode 18)
  - 9-1-1 (2022) : Erik (saison 6, épisode 8)

- Noah Robbins dans (4 séries) :
  - Younger (2016) : Bryce Reiger (saison 3, épisodes 2 à 5)
  - Billions (2020-2021) : Merle Howard (saison 5, épisodes 7 et 8)
  - Blacklist (2021) : William Benedict (saison 8, épisode 11)
  - Tête à tête (en) (2023) : Chris

- James Scully dans (4 séries) :
  - Quantico (2017) : Tate (saison 2, épisode 15)
  - Heathers (2018) : Jason « J. D. » Dean (10 épisodes)
  - You (2019-2021) : Forty Quinn (11 épisodes)
  - Modern Love (2021) : Ford (saison 2, épisode 7)

- Samuel Blenkin dans (4 séries) :
  - Dracula (2020) : Piotr (mini-série)
  - The Witcher : L'Héritage du sang (2022) : Avallac'h (mini-série)
  - Le Continental : D'après l'Univers de John Wick (2023) : Thomas Caine (mini-série)
  - Mary and George (2024) : Charles Ier, roi d'Angleterre (mini-série)

- Dean-Charles Chapman dans :
  - Game of Thrones (2013-2016) : Tommen Baratheon #2 (18 épisodes)
  - Into the Badlands (2018-2019) : Castor (saison 3)
  - Too Much (2025) : Gaz

- Justin Prentice dans :
  - Glee (2015) : Darrell (saison 6, épisodes 3 et 10)
  - The Mindy Project (2015) : Eric (saison 4, épisode 6)
  - iZombie (2015-2016) : Brody (saison 2, épisodes 2 et 17)

- Raymond Lee dans :
  - Jessie (2015) : Clifford (saison 4, épisode 9)
  - Here and Now (2018) : le duc Bayer-Boatwright (10 épisodes)
  - Magnum (2018) : James Chen (saison 1, épisode 4)

- Dylan Authors dans :
  - Les Enquêtes de Murdoch (2017) : Logan Smiley (saison 9, épisode 3)
  - The Mist (2017) : Link (4 épisodes)
  - The Detail (en) (2018) : Cole Chatland (épisode 4)

- Percy Hynes White dans :
  - The Gifted (2017-2019) : Andy Strucker (29 épisodes)
  - Pretty Hard Cases (en) (2021-2023) : Elliot Wazowski (15 épisodes)
  - Mercredi (depuis 2022) : Xavier Thorpe

- Ben Cockell dans :
  - Superman et Loïs (2021) : Morgan Edge jeune (saison 1)
  - Le Mystérieux Cercle Benedict (2021-2022) : Jackson (14 épisodes)
  - Chair de poule (2023) : Harold Biddle (saison 1)

- Dylan Minnette dans :
  - Médium (2010) : Cameron Berkley (saison 7, épisode 1)
  - The Dropout (2022) : Tyler Shultz (mini-série)

- Owen Campbell (en) dans :
  - Boardwalk Empire (2013) : Clayton (saison 4)
  - The Americans (2014) : Jared Connors (saison 2)

- Noah Crawford (en) dans :
  - Ironside (2013) : Eric Campbell (3 épisodes)
  - Major Crimes (2014) : Connor Price (saison 3, épisode 9)

- Nathan Kress dans :
  - Hawaii 5-0 (2014) : Jake Kealoha (saison 5, épisode 8)
  - LA to Vegas (2018) : Ryan (épisode 1)

- Craig Roberts dans :
  - Red Oaks (2014-2017) : David (26 épisodes)
  - Still Up (2023) : Danny

- Nathan Gamble dans :
  - Les Experts : Cyber (2015) : Aaron Sifter (saison 1, épisode 7)
  - Bones (2017) : Gene Frong (saison 12, épisode 6)

- Erik Knudsen dans :
  - 12 Monkeys (2016) : Thomas Crawford Jr. (saison 2, épisode 3)
  - Les Enquêtes de Murdoch (2019) : Frank Rizzo (saison 13, épisode 7)

- Jonathan Whitesell dans :
  - X-Files : Aux frontières du réel (2016) : Kyle (saison 10, épisode 2)
  - Une nature sauvage (2025) : Teddy Redwine

- Alex Lawther dans :
  - Howards End (2017) : Tibby Schlegel (mini-série)
  - The End of the F***ing World (2017-2019) : James (16 épisodes)

- Coy Stewart (en) dans :
  - Marvel : Les Agents du SHIELD (2017-2020) : Flint (9 épisodes)
  - Mr. Iglesias (2019-2020) : Lorenzo (18 épisodes)

- Arnas Fedaravicius (it) dans :
  - The Last Kingdom (2017-2022) : Sihtric (38 épisodes)
  - La Roue du temps (2023) : Masema Dagar (saison 2)

- Rio Mangini dans :
  - Just Add Magic (2018) : Oren (saison 2, épisode 15)
  - Everything Sucks! : McQuaid (10 épisodes)

- Gilles Geary dans :
  - The Path (2018) : Timur (saison 3, épisodes 4 et 6)
  - The I-Land (2019) : Mason (mini-série)

- Mike Taylor dans :
  - Les Enquêtes de Murdoch (2019) : M. Hornby (saison 12, épisode 12)
  - The Hot Zone (2019) : Wichita (saison 1)

- Owen Teague dans :
  - Mrs. Fletcher (2019) : Julian Spitzer (mini-série)
  - The Stand (2020-2021) : Harold Lauder (mini-série)

- Augustus Prew dans :
  - Special (2019) : Carey (saison 1)
  - Le Seigneur des anneaux : Les Anneaux de pouvoir (depuis 2022) : Médhor

- 1976[n 5] : Le Muppet Show : lui-même (Joel Grey) (saison 1, épisode 3)
- 1983-1984[n 6] : Fraggle Rock : Wembley (Steve Whitmire) (voix)
- 2005[n 7] : According to Jim : Ronnie Hart (Michael Krepak) (saison 5, épisodes 1 et 5)
- 2009 : Les Mystères d'Eastwick : (Christian Alexander) (épisodes 1 à 3)
- 2010 : Médium : Chad Lowry (Tobias Segal (en)) (saison 6, épisode 13)
- 2010 : Copiés-collés : Calvin Prinz (Moritz Jahn) (mini-série)
- 2010-2013 : Glee : Trent (Dominic Barnes) (13 épisodes), Brett (Ryan Heinke) (2e voix) et Chip (Casey Deidrick (en)) (saison 4, épisode 19)
- 2011 : Les Mystères d'Eastwick : Gus (Christian Alexander) (saison 1, épisode 1)
- 2011 : New Girl : le garçon (Dylan O'Brien) (saison 2, épisode 23)
- 2012 : Alcatraz : Chet (Samuel Patrick Chu) (5 épisodes)
- 2012 : Titanic : Jack Thayer (Ryan Hawley (en)) (mini-série)
- 2012 : Supah Ninjas : Cameron Vanhauser (Jordan Nichols (es)) (saison 1)
- 2012 : Les Aventures de Bucket et Skinner : Bucket (Taylor Gray) (26 épisodes)
- 2012 : Carta a Eva (es) : Genaro (Marcel Borràs) (mini-série)
- 2012 : Weeds : Matthew (Max Barakat) (saison 8, épisodes 7 et 9)
- 2013 : Lightning Point : Josh (Erin Mullally (en))
- 2013 : Sacrifice : Pavel Janda (Patrik Děrgel) (mini-série)
- 2013 : La Bible : le roi David, jeune (Jassa Ahluwalia (en)) (mini-série)
- 2013 : The Office : Jeb Schrute (Thomas Middleditch) (saison 9, épisode 17)
- 2013-2014 : Suits : Avocats sur mesure : Simon Bandaru (Neemish Parekh) (saison 3)
- 2013-2014 : Sam et Cat : Dice (Cameron Ocasio) (35 épisodes)
- 2013-2014 : Molly, une femme au combat : Baz Vegas (Charley Palmer Rothwell (en)) (saison 1)
- 2013-2015 : Journal d'une ado hors norme : Danny (Darren Evans) (16 épisodes)
- 2013-2015 : Atlantis : Pythagore (Robert Emms) (26 épisodes)
- 2013 / 2017 : Major Crimes : Kevin (Chase Austin) (saison 2) et Ryan Rojas (Christian Valderrama) (saison 6)
- 2014 : Inspecteur Barnaby : Ferdy Linklater (Tyger Drew-Honey) (saison 16, épisode 3)
- 2014 : Perception : André (Nate Hartley) (saison 2, épisode 11)
- 2014 : Arrow : Cisco (Carlos Valdes) (1re voix - saison 2, épisode 19)
- 2014 : Penny Dreadful : Peter, jeune (Xavier Atkins) (saison 1, épisode 5)
- 2014 : New Girl : Oscar (Cody Benjamin Lee) (saison 3, épisode 22)
- 2014 : Person of Interest : Virgil (Daniel K. Isaac (en)) (saison 3, épisodes 20 et 21)
- 2014 : Rush : Julio (Cesar Ventura) (saison 1)
- 2014 : Devil's Playground (en) : David (James Fraser) (mini-série)
- 2014 : Major Crimes : Connor (Noah Crawford) (saison 3, épisode 9)
- 2014 : Gotham : Mackey (Kyle Massey) (saison 1, épisodes 2 et 10)
- 2014-2016 : Mr Selfridge : Gordon Selfridge (Greg Austin) (30 épisodes)
- 2014-2016 : Modern Family : Koora, le guide (Mark Coles Smith) (saison 5, épisode 20), Keith (Jonathan Runyon) (saison 5, épisode 21), Sanjay Patel (Suraj Partha) (3 épisodes) et Reuben (Spenser McNeil) (2e voix - saison 7)
- 2014-2017 : Teen Wolf : Brett Talbot (Cody Saintgnue) (11 épisodes)
- 2015 : Castle : Henry (Tate Ellington) (saison 7, épisode 3)
- 2015 : Hawaii 5-0 : Teddy (Wes Robinson) (saison 5, épisode 6)
- 2015 : DCI Banks : Tom (Lewis Rainer) (saison 3, épisode 4)
- 2015 : Blue Bloods : TJ (Matthew Miniero) (saison 5, épisode 12)
- 2015 : Murder : Rudy (Jack Mikesell) (saison 1)
- 2015 : Switched : Josh (Austin Cauldwell) (saison 4)
- 2015 : Sirens : Carter (Jonah Rawitz) (saison 2, épisode 9)
- 2015 : Une place à prendre : Andrew « Arf » Price (Joe Hurst) (mini-série)
- 2015 : Soupçon de magie : Anthony (Shane Harte) (saison 1)
- 2015 : Dark Matter : TJ (Gage Munroe (en)) (saison 1, épisodes 3 et 6)
- 2015 : The Dovekeepers : Adir (André Agius) (mini-série)
- 2015 : Fargo : Charlie (Allan Dobrescu) (saison 2)
- 2015 : El Capitán (es) : Inigo (Marcos Ruiz) (13 épisodes)
- 2015 : Homeland : Korzenik (Sven Schelker) (saison 5, épisodes 1 à 4)
- 2015 : Quantico : Max (Maxwell Eddy) (saison 1, épisodes 1 et 5)
- 2015-2016 : Shameless : Derek (Luca Oriel (it)) (9 épisodes)
- 2015-2016 : First Murder : Michael Siletti (Ben Stillwell) (9 épisodes)
- 2015-2017 : Jordskott, la forêt des disparus : Eddie Olsson (Max Vobora)
- 2015 / 2018 : Meurtres à Sandhamn : Tobbe Högström (Eliot Waldfogel) (saison 5, épisodes 1 à 3) et Samuel (Romeo Altera) (saison 6, épisode 2)
- 2015-2018 : Squadra criminale : l'inspecteur Luca Rinaldi (Luca Terracciano) (35 épisodes)
- 2015-2018 : Bloodline : Ben Rayburn (Brandon Larracuente) (14 épisodes) et le jeune Danny / Nolan Rayburn (Owen Teague) (13 épisodes)
- 2015 / 2019 : Les Enquêtes de Vera : Louis (Aiden Nord) (saison 4, épisode 3) et Tyler Lennon (Louis Healy) (saison 9, épisode 2)
- 2015-2020 : The Magicians : Martin Chatwin (Seth Meriwether) (saison 1, épisode 1) et Daniel Stoppard (Daniel Yang) (saison 4, épisode 6 et saison 5, épisode 6)
- 2015 / 2022 : NCIS : Los Angeles : Richard (Shane Coffey) (saison 6, épisode 10), Grant (Grant Jordan) (saison 13, épisode 7) et Curtis Jenkins (Louie Enriquez) (saison 13, épisode 9)
- 2015-2022 : Grace et Frankie : Adam (Michael Charles Roman) (18 épisodes)
- 2015-2022 : New York, unité spéciale : Brody Clark (Drigan Lee) (saison 16, épisode 3), Zach Foster (Ted Sutherland) (saison 17, épisode 10), Hudson Parker (Andres Hinspeter-Seda) (saison 23, épisode 11) et Dustin Tinsley (Ryan Coyle) (saison 23, épisode 18)
- 2016 : Camp Kikiwaka : Marsh (Amarr M. Wooten) (saison 1, épisode 14)
- 2016 : Limitless : Pradeep (Timothy T.V. Cao) (épisode 8)
- 2016 : The Night Shift : Dylan (Josh Fadem (en)) (saison 3, épisode 8)
- 2016 : Inspecteur Lewis : Sam Langton (Bobby Lockwood) (saison 9, épisodes 3 et 4)
- 2016 : Grimm : Brian Johnson (Kyler Morrison) (saison 5, épisode 17)
- 2016 : Lady Dynamite : Josue (Gilberto Ortiz) (saison 1)
- 2016 : Game of Silence : Jackson jeune (Curran Walters) (5 épisodes)
- 2016 : The Night Of : Nasir (Riz Ahmed) (mini-série)
- 2016 : Guerre et Paix : Nicolas Rostov (Jack Lowden) (mini-série)
- 2016 : The Level (en) : Sharad Nayar (Ashley Kumar (en))
- 2016 : Aftermath (en) : Josh Senior (Thomas Elms) (épisode 9)
- 2016-2017 : Incorporated : Theo (Eddie Ramos) (10 épisodes)
- 2016-2017 : The Get Down : Ronald « Ra-Ra » Kipling (Skylan Brooks (en)) (13 épisodes)
- 2016-2017 : Haters Back Off : Patrick Mooney (Erik Stocklin) (16 épisodes)
- 2016-2017 : Man vs Geek : Zeb (Mark Saul)
- 2016-2018[n 8] : The Fosters : Noah (Kalama Epstein) (18 épisodes)
- 2017 : Midnight, Texas : Ryan (Johnny Visotcky) (saison 1, épisode 6)
- 2017 : Beau Séjour : Cyril Otten (Guus Bullen) (11 épisodes)
- 2017 : La Fête à la maison : 20 Ans après : Mankowski (Trevor Larcom) (saison 3)
- 2017 : Twin Peaks : Freddie Sykes (Jacob Wardle) (saison 3)
- 2017 : Esprits criminels : Unité sans frontières : Dave McHenry (Hank Chen (en)) (saison 2, épisode 6)
- 2017 : Chicago Med : Brandon Jacobs (Joey Cipriano) (saison 2, épisode 18)
- 2017 : Feud : Jeremy Hyman (David Foy Bauer) et Dennis (Brian Kimmet) (mini-série)
- 2017 : You're the Worst : Max (Johnny Pemberton) (saison 4)
- 2017 : Doubt : Affaires douteuses : Luke Ensler (Joel Johnstone (it)) (épisode 6)
- 2017 : The Americans : Tuan Eckert (Ivan Mok) (saison 5)
- 2017 : Broadchurch : Michael Lucas (Deon Lee-Williams) (saison 3)
- 2017-2018 : Frankie Drake Mysteries : Jacob Clarke (Thamela Mpumlwana (en)) (saison 1)
- 2017-2018 : Amour, Gloire et Beauté : Saul Feinberg (Alex Wyse (en)) (66 épisodes)
- 2017 / 2019 : Preacher : Arnie (Johnny Ballance) (saison 2, épisode 8) et Reggie (Travis Jeffery) (saison 4, épisode 2)
- 2017-2019 : Les Enquêtes de Murdoch : Edmund Frye (Matthew Isen) (saison 11, épisode 6), Gregory Hunter (Gordon Harper) (saison 13, épisode 5) et Owen Paxton (Trevor Covelli) (saison 13, épisode 6)
- 2017-2020 : Dark : Jonas Kahnwald (Louis Hofmann) (25 épisodes)
- 2018 : Wanderlust : Tom Richards (Joe Hurst)
- 2018 : 1983 : Maciej Mac (Krzysztof Wach (pl))
- 2018 : Poldark : Geoffrey Charles (Louis Davison (de)) (saison 4)
- 2018 : Le Détenu : Zika (Kristyan Ferrer (es)) (12 épisodes)
- 2018 : Code Black : Max Edwards (Alex Lange) (saison 3)
- 2018 : Trust : Marcello (Luca Tanganelli)
- 2018 : Cloak and Dagger : Elmer (Alex Ho) (saison 1, épisode 2)
- 2018 : FBI : Kofi Seifu (Tim Johnson Jr.) (saison 1, épisode 4)
- 2018 : L'Amie prodigieuse : Rino Cerullo enfant (Tommaso Rusciano) (saison 1)
- 2018 : 1918-1939 : Les Rêves brisés de l'entre-deux-guerres : Hans Beimler (Jan Krauter (de)) (mini-série)
- 2018 : Esprits criminels : Josh Martin (Nick Fink) (saison 13, épisode 19)
- 2018-2019 : En famille : Francesc « Fran » García Navarro (Nao Albet (es)) (26 épisodes)
- 2018-2020 : Permis de vivre : Daniel Artega (Patrick Criado) (13 épisodes)
- 2018-2020 : Baby : Fabio Fedeli (Brando Pacitto) (18 épisodes)
- 2018-2023 : DC Titans : Garfield Logan / Beast Boy (Ryan Potter) (40 épisodes)
- 2019 : Jinn : Yassin (Alkhail Sultan)
- 2019 : NCIS : Nouvelle-Orléans : Will (Wyatt Walter) (saison 6)
- 2019 : Poursuis tes rêves : Simón (Paulo Sánchez Lima) (30 épisodes)
- 2019 : Les Chroniques de San Francicso : Jake (Garcia (en))
- 2019 : Apache : La vie de Carlos Tévez (es) : Fernando (Román Almaraz) (4 épisodes)
- 2019 : The Society : Gordie (José Julián) (10 épisodes)
- 2019 : Les Meurtres de Valhalla : Kári (Grettir Valsson) (épisode 1)
- 2019 : Le Secret de Nick : Will (Anthony Turpel) (saison 2)
- 2019 : Pose : Quincy (KJ Aikens) (saison 2, épisode 10)
- 2019 : The Family Man (en) : Vaibhav Therani (Yatendra Bahuguna) (saison 1, épisodes 9 et 10)
- 2019 : For the People : Herbert Brooks (Marshall Allman) (saison 2, épisode 6)
- 2019 : The Order : Amir (Ajay Friese) (saison 1)
- 2019 : Bauhaus - Un temps nouveau : Hans Gross (Julius Feldmeier (de)) (mini-série)
- 2019 : Secret médical (en) : Danny Adams (Elliot Cooper) (saison 2)
- 2019 : Super détectives ! : Ryan (Ezra Justin) (saison 1, épisode 16)
- 2019 : Proven Innocent (en) : Clint jeune (Julian Josip) (épisode 6)
- 2019-2020 : 13 Reasons Why : Winston Williams (Deaken Bluman (it)) (15 épisodes)
- 2019-2021 : Bonding : Pete (Brendan Scannell) (15 épisodes)
- 2019-2021 : Bienvenue chez Mamilia : Shaka McKellan (Isaiah Russell-Bailey) (35 épisodes)
- 2019-2021 : Toy Boy : Andrea Norman Medina (Juanjo Almeida) (21 épisodes)
- 2019-2021 : Good Trouble : Carter Hunter (Spencer List) (3 épisodes)
- 2019-2024 : Umbrella Academy : Cinq Hargreeves dit « Numéro cinq » (Aidan Gallagher) (36 épisodes)
- 2020 : Luna nera : Spirto (Filippo Scotti) (6 épisodes)
- 2020 : Charmed : Gideon (Jack Gillett) (saison 2, épisode 13)
- 2020 : The Good Lord Bird : Henry « Onion » Shackleford (Joshua Caleb Johnson (en)) (mini-série)
- 2020-2021 : El Cid : le roi García II (Nicolás Illoro) (9 épisodes)
- 2020-2021 : Black Space : Eran Sagi (Noam Karmeli) (8 épisodes)
- 2020-2021 : Biohackers (de) : (Sebastian Jakob Doppelbauer (de)) (12 épisodes)
- 2020-2022 : Alice in Borderland : Chota Segawa (Yūki Morinaga) (10 épisodes)
- depuis 2020 : À l'ombre des Magnolias : Jackson Lewis (Sam Ashby)
- 2021 : Allegra : Félix (Kevsho (es))
- 2021 : The White Lotus : Quinn Mossbacher (Fred Hechinger) (saison 1)
- 2021 : Histoire de Lisey : Jim Dooley (Dane DeHaan) (mini-série)
- 2021 : Mare of Easttown : Nathan Forde (Anthony Norman) (mini-série)
- 2021 : New Amsterdam : Chance Becker (Luke Slattery) (saison 5)
- 2021 : De l'autre côté : Jack (Gabriel Bateman) (saison 1, épisode 2)
- 2021 : Docteure Doogie (en) : Douglas (Michael Graue (en)) (saison 1, épisode 4)
- 2021 : Moi, Christiane F. : ? (?) (mini-série)
- 2021-2022 : Young Royals : Vincent (Nils Wetterholm) (12 épisodes)
- 2021-2022 : Qui a tué Sara ? : Nicandro jeune (Martín Saracho) (20 épisodes)
- 2021-2022 : Workin' Moms : Bennett Brewer (Luke Kimball) (7 épisodes)
- 2021-2022 : The Sex Lives of College Girls : Eric (Mekki Leeper) (15 épisodes)
- 2021-2023 : Toujours là pour toi : Sean adolescent (Quinn Lord) (11 épisodes)
- depuis 2021 : Leonardo : Stefano Giraldi (Freddie Highmore)
- depuis 2021 : All American : Isaiah Winfield (Zachary S. Williams)
- depuis 2021 : Ghosts : Fantômes à la maison : Nigel Chessum (John Hartman)
- 2022 : Anatomie d'un scandale : ? (mini-série)
- 2022 : Fraggle Rock : l'aventure continue (en) : Wembley (Jordan Lockhart) (voix)
- 2022 : The Dropout : Tommy (Paris Peterson) (mini-série)
- 2022 : The Wilds : Josh Herbert (Nicholas Coombe)
- 2022 : Alma : Alex (Alejandro Serrano)
- 2022 : American Horror Story: NYC : Cameron Deitrich (Gideon Glick (en)) (saison 11)
- 2022 : Stranger Things : Fred Benson (Logan Riley Bruner) (saison 4)
- 2022 : Peacemaker : le maître de judo (Nhut Le)
- 2022 : Mes parrains sont magiques : Encore + magiques : Nate Buxaplenty (Liam Kyle)
- 2022 : Two Summers : Peter Van Gael '92 (Lukas Bulteel) (mini-série)
- 2022 : Barry : Mitch (Tom Allen) (saison 3, épisode 6)
- 2022 : La vie selon Ella : Gavin (Jackson Dollinger)
- 2022 : Super Noël, la série : Buddy « Cal » Calvin-Claus (Austin Kane) (mini-série)
- 2022 : The Offer : Peter Bart (Josh Zuckerman) (mini-série)
- 2022 : The Man Who Fell to Earth : Clive Flood (Laurie Kynaston (en))
- 2022 : The Rookie : Le Flic de Los Angeles : Kenton Scott (Ronak Gandhi) (saison 4, épisode 13)
- 2022 : Pachinko : ? (?)
- 2022-2024 : Élite : Nicolás « Nico » Fernández (Ander Puig) (24 épisodes)
- depuis 2022 : Ralph & Katie (en) : Ralph (Leon Harrop (en))
- depuis 2022 : Ag3nda : Daniele (Biagio Venditti)
- depuis 2022 : Miss Scarlet, détective privée (en) : le brigadier Oliver Fitzroy (Evan McCabe)
- 2023 : Daisy Jones and The Six : Chuck Loving (Jack Romano) (mini-série)
- 2023 : Lidia fait sa loi : Lorenzo (Sebastiano Fumagalli)
- 2023 : Cruel Summer : Luke Chambers (Griffin Gluck) (saison 2)
- 2023 : Glamorous : Marco Mejia (Miss Benny)
- 2023 : Un meurtre au bout du monde : Oliver (Ryan J. Haddad) (mini-série)
- 2023 : Sweet Home : Dong-gi [Qui ?] (saison 2)
- 2023 : Le Renard : Prince des voleurs : Bayani Rivera / Flashbang (Aljin Abella (en))
- 2023 : Gannibal : Munechika Kamiyama (Shunsuke Tanaka) (saison 1)
- 2023-2025 : Knokke Off : Victor (Jef Hellemans)
- 2024 : Masters of the Air : le lieutenant Roy Claytor (Sawyer Spielberg (en)) (mini-série)
- 2024 : Fallout : Norm MacLean (Moisés Arias)
- 2024 : Dead Boy Detectives : Monty (Joshua Colley (en))
- 2024 : Le Régime : Malcolm (Alasdair Hankinson) (mini-série)
- 2024 : Territory (en) : ? (?)
- 2025 : Bet : Suki Hennessey (Ryan Sutherland)
- 2025 : Washington Black (en) : Washington Black, jeune (Eddie Karanja (en)) (mini-série)

#### Séries d'animation
- 2012-2015 : Mini-Loup : Moussa, Napoléon, Attila, César (création de voix)
- 2012 : Le Petit Prince : Tamaaz (création de voix, épisode La Planète de l'Oiseau de Glace)
- 2012-2014 : Saint Seiya Omega : Subaru
- 2012-2014 : La Légende de Korra : le prince Wu
- 2012-2016 : Les Nouvelles Aventures de Peter Pan : John, Ficelle et Chub (création de voix)
- 2012-2021 : Les Mystérieuses Cités d'or : Zhi (création de voix)
- 2013-2014 : Sabrina, l'apprentie sorcière : Ambroise Spellman
- 2014 : Linkers : Codes secrets : Marco (création de voix)
- 2014 : H2O : Le Monde des sirènes (en) : Zane
- 2014 : Lassie : Drew et Jack (création de voix)
- 2014-2015 : Foot 2 rue extrême : Joey (création de voix)
- 2014-2015 : Copy Cut : Ari
- 2014-2016 : Breadwinners : T-midi
- 2014-2016 : Les Végétaloufs dans la place : Prénosaurus
- 2014-2016[n 9] : Haikyū!! : Tadashi Yamaguchi et Yūki Shibayama
- 2014-2017 : Dora and Friends : Au cœur de la ville : voix additionnelles
- 2014-2021 : Seven Deadly Sins : Meliodas
- 2015 : Sam le pompier : Arnold
- 2015 : Sailor Moon Crystal : Asanuma
- 2015 : Oum le dauphin blanc : Yann (création de voix)
- 2015 : Les Grandes Grandes Vacances : Jean (création de voix)
- 2015-2016 : Les Agents pop secrets : Reed
- 2015-2019 : Niko et l'Épée de Lumière : Prince of Whales
- 2015-2020 : Géo Jet : Foz
- 2015-2020 : Thunderbirds : Fishler
- 2015-2022 : Robin des Bois: Malice à Sherwood : Robin (création de voix)
- depuis 2015 : Miraculous : Les Aventures de Ladybug et Chat Noir : Adrien Agreste/Chat Noir, Félix Fathom (création de voix)
- 2016 : Roi Julian ! L'Élu des lémurs : Docteur S
- 2016 : Lastman : Roitelet de la Création (création de voix)
- 2016-2017 : Les Croods : Origines : Thunk
- 2016-2018 : Chasseurs de trolls : Les Contes d'Arcadia : Toby Domzalski
- 2016-2018 : Skylanders Academy : voix additionnelles
- 2016-2019 : La Garde du Roi lion : Ono
- 2017 : Will, la série : Guntmar (création de voix)
- 2017-2018 : Lost in Oz : Fitz
- 2017-2020 : Raiponce, la série : Alfons
- 2017-2020 : Paf, le chien : Victor (création de voix)
- 2017-2022 : Pete the Cat (en)[4] : Grumpy le crapaud
- 2018 : Max et Maestro[5] : Max (création de voix)
- 2018 : Sirius the Jaeger (en) : Philip
- 2018 : Le Trio venu d'ailleurs : Les Contes d'Arcadia : Toby Domzalski
- 2018 : Sword Gai (en)[6] : Marcus
- 2018 : Zafari : Quincy
- 2018 : Manger bouger dormir : ? (création de voix)
- 2018 : Arthur et les Enfants de la Table ronde : Gauvain (création de voix)
- 2018 : Lilybuds[7] : ?
- 2018-2020 : Planète Harvettes[8] : Melvin
- 2018-2020 : Les Aventures extraordinaires de Capitaine Superslip : Harold Golade
- 2018-2021 : 44 Chats : Terry
- 2018-2025 : Craig de la crique : Mark
- depuis 2018 : PAW Patrol : La Pat' Patrouille : Sid le Pirate
- 2019 : Squish[9] : Squish
- 2019 : Sherwood[10] : Gisbourne
- 2019 : Où est Charlie ? : Charlie
- 2019-2021 : Fast and Furious : Les Espions dans la course : Clash
- 2019[n 10]-2021 : Demon Slayer: Kimetsu no Yaiba : Kazumi et Sengoru Rengoku
- 2019-2023 : Ultraman (en) : Shinjiro « Jiro » Hayata
- 2019-2022 : Dragons : Les Gardiens du ciel : Koudmou
- 2020 : Saiki Kusuo no Psi-nan : Le Retour : Makoto Teruhashi, Toru Mugami (ONA)
- 2020 : Dorohedoro[11] : Fukuyama
- 2020 : Ghost in the Shell: SAC 2045 : Takashi Shimamura
- 2020 : Mages et Sorciers : Les Contes d'Arcadia : Toby Domzalski
- 2020 : Noblesse : Régis K. Landegre
- 2020 : Dragon's Dogma (en)[12] : Yang
- 2020 : Moi, Elvis : Pinky (création de voix)
- 2020 : Sardine de l'espace : voix additionnelles (création de voix)
- 2020 : Kipo et l'Âge des animonstres : Benson
- 2020 : Chico Bon Bon, le petit singe bricoleur : Chico Bon Bon
- 2020 : Kid Lucky : Billy et Old Timer (création de voix)
- 2020-2022 : Trolls Trollstopia[13] : Synthé
- 2020-2022 : Annie et Pony : ?
- depuis 2020 : Beastars : Jack le labrador
- 2021 : Fonce, toutou, fonce ! : Gilbert
- 2021 : Les Croods, (pré)histoires de famille : Thunk Groods
- 2021 : So I'm a Spider, So What? : Kunihiko Tagawa
- 2021 : Jellystone! : Boo-Boo
- 2021 : Super Crooks : Tom
- 2021 : Shaman King : McDanel Chocolove
- 2021 : L'Attaque des Titans : Udo
- 2021-2022 : Les P'tits Diables : Kafard (création de voix - 2e voix, saison 4)
- 2021-2023 : Ridley Jones, la protectrice du musée (en)[14] : Fred
- 2021-2023 : Horimiya : Akane Yanagi
- 2021-2023 : Edens Zero : Shiki Granbell
- depuis 2021 : Idéfix et les Irréductibles : Idéfix (création de voix)
- depuis 2021 : Charlotte aux fraises : À la conquête de la grande ville : Pain perdu
- depuis 2021 : Gabby et la Maison magique : Matoupoulpe
- 2022 : Le Requiem du roi des roses : Édouard de Lancaster
- depuis 2022 : Transformers : EarthSpark : Nightshade
- depuis 2022 : Batwheels : MOE
- 2023 : Maniac par Junji Itō : Anthologie Macabre : Seiji, Tsuyoshi et Shimada
- 2023 : My Daemon (en) : Yagira Yagi
- 2023 : Les Croquemoutard : Mme Vladvovitch et Grabuge (création de voix)
- 2023-2024 : Undead Unluck : Clothes
- 2023-2024 : Four Knights of the Apocalypse : Meliodas
- 2023-2025 : My Happy Marriage : Takaihito
- 2024 : Gloutons et Dragons : Thistle
- 2024 : Mashle : Margaret Macaron (saison 2)
- 2024 : Frieren : Wirbel
- 2024 : Comment ratatiner ? : ? (création de voix)
- 2024 : Black Butler : Maurice Cole (saison 4)
- 2024 : Monstres et Cie : Au travail : Evan (saison 2)
- 2024 : Jentry Chau, une ado contre les démons (en) : Michael Olé
- 2024 : Tower of God : Prince (saison 2)
- 2024-2025 : Wind Breaker : Mitsuki Kiryū
- depuis 2024 : Dora : Totor
- 2025 : My Hero Academia : Vigilante : Rokura Nomura / no 6
- 2025 : Moonrise (en) : Eric Baker

### Jeux vidéo
- 2009 : The Saboteur : voix diverses
- 2012 : Crysis 3 : voix diverses
- 2013 : Knack : Lucas
- 2013 : Lego Legends of Chima : voix additionnelles
- 2013 : Mario et Sonic aux Jeux olympiques d'hiver de Sotchi 2014 : Jet
- 2014 : BioShock Infinite - DLC Paris : voix additionnelles
- 2014 : Borderlands: The Pre-Sequel : Claptrap
- 2014 : Dragon Age: Inquisition : voix additionnelles
- 2014 : Sunset Overdrive : Sam
- 2014 : Invizimals 5 : voix additionnelles
- 2015 : Final Fantasy XIV : Pipin Tarupin
- 2015 : Lego Dimensions : Finn L'humain, Jay
- 2015 : Everybody's Gone to the Rapture : ?
- 2015 : Fallout 4 : voix additionnelles
- 2016 : Mario et Sonic aux Jeux olympiques de Rio 2016 : Jet
- 2017 : Injustice 2 : Blue Beetle
- 2017 : L'Aventure Layton : Katrielle et la Conspiration des millionnaires : Oliver Marchence
- 2017 : Lego Ninjago, le film : Le Jeu vidéo : Lloyd
- 2017 : Yo-kai Watch 2 : voix additionnelles
- 2018 : Lego DC Super-Vilains : Superboy
- 2018 : Detroit: Become Human : les Jerry
- 2018 : The Walking Dead : L'Ultime Saison : Aasim
- 2018 : Yo-kai Watch Blasters : voix additionnelles
- 2018 : Assassin's Creed Odyssey : Eppie
- 2018 : Spyro Reignited Trilogy : divers personnages
- 2019 : Concrete Genie : Ash
- 2020 : Legends of Runeterra : l'apprenti motivé
- 2020 : Final Fantasy VII Remake : Chadley
- 2020 : Mario et Sonic aux Jeux olympiques de Tokyo 2020 : Jet
- 2021 : Life Is Strange: True Colors : Ethan Lambert
- 2021 : Far Cry 6 : Paolo de la Vega
- 2022 : Dying Light 2: Stay Human : Barney
- 2022 : Ghostwire: Tokyo : voix additionnelles
- 2022 : Roomerang : Présentateur
- 2022 : Cookie Run: Kingdom : Cookie Vanille Pure
- 2022 : Gotham Knights : voix additionnelles
- 2022 : The Dark Pictures Anthology: The Devil in Me : Jeff
- 2022 : Astérix et Obélix XXXL : Le Bélier d'Hibernie : Misenplix
- 2023 : Hogwarts Legacy : L'Héritage de Poudlard : Everett Clopton et voix additionnelles
- 2023 : Diablo IV : ?
- 2023 : Final Fantasy XVI : Terrick, Harvey et voix additionnelles
- 2023 : Starfield : Denis Averin
- 2023 : Tintin Reporter : Les Cigares du pharaon : Tintin
- 2023 : Avatar: Frontiers of Pandora : le personnage principal (3e voix : adolescent)
- 2024 : Suicide Squad: Kill the Justice League : Toyman
- 2024 : Final Fantasy VII Rebirth : Chadley
- 2024 : Age of Empires II : Chronicles : Battle for Greece : Artapherne
- 2024 : Little Big Adventure: Twinsen's Quest : Twinsen
- 2024 : Star Wars Outlaws : ?
- 2024 : Warhammer 40,000: Space Marine 2 : voix additionnelles

## Voix off
- Boing : 2016-2023
- MCM : depuis mars 2023

### Livres audio
- Mes premiers « J'aime lire » (groupe Bayard) :
  - Zidane a disparu (no 80)
  - Barry fait son cirque (no 82)
  - Drôle de directeur (no 85)
  - Un extra-terrestre à la maison (no 86)
  - Mon poisson est un homme d'affaires (no 91)
  - Le Voleur de désert (no 105)
  - Je suis un extra-terrestre (no 106)
  - Le Noël des trop-curieux (no 112)
  - Le Jour des farces (no 116)
  - Un Pingouin dans ma chambre (no 125)
  - Mon robot catastrophe (no 133)
  - Champion des doudous (no 137)
  - Pas de poissons rouges à la maison (no 153)
- J'aime lire (groupe Bayard) :
  - Anatole Latuile fait son cinéma (no 414)
  - Une Petite Sœur tombée du Ciel (no 432)
  - Spectaculaire Sauvetage (no 434)
  - Le Hamburger de la peur (no 454)
  - Le Méga Sardine Show (no 471)
  - Vacances de foot
  - Un jeu maléfique (no 477)
- Audiolib :
  - Percy Jackson 1 - Le Voleur de Foudre
  - Percy Jackson 2 - La Mer des Monstres
  - Percy Jackson 3 - Le Sort du Titan
  - Percy Jackson 4 - La Bataille du labyrinthe
  - Percy Jackson 5 : Le Dernier Olympien
  - Percy Jackson et les Héros Grecs
  - Percy Jackson et les Dieux Grecs
  - Héros de L'Olympe 1 : Le Héros Perdu
  - Héros de L'Olympe 2 : Le Fils de Neptune
  - Héros de L'Olympe 3 : La Marque d'Athéna
  - Héros de L'Olympe 4 : La Maison d'Hadès
  - Héros de L'Olympe 5 : Le Sang de l'Olympe
  - De Sacha à Macha
  - Astérix le Gaulois / Astérix et la Serpe d'or
  - Astérix et Cléopatre / Astérix Légionnaire
- Lizzie :
  - U4 : Yannis